# (374) Burgundia
(374) Burgundia ist ein Asteroid des mittleren Hauptgürtels, der am 18. September 1893 vom französischen Astronomen Auguste Charlois am Observatoire de Nice bei einer Helligkeit von 12 mag entdeckt wurde.
Der Asteroid ist benannt nach Burgund, dem ehemaligen Königreich, Herzogtum und der Provinz im Osten Frankreichs. Julius Bauschinger, der Direktor des Astronomischen Rechen-Instituts in Berlin, veröffentlichte 1901 die Namen von 34 von Charlois entdeckten Asteroiden zwischen den Nummern (356) und (451). Im Text heißt es lediglich: „Nach Zustimmung des Herrn Charlois haben folgende von ihm entdeckten… Planeten nachstehende Namen erhalten.“ Es liegt daher nahe, dass die Namen vom Astronomischen Rechen-Institut ausgewählt wurden.

## Wissenschaftliche Auswertung
Aus Ergebnissen der IRAS Minor Planet Survey (IMPS) wurden 1992 erstmals Angaben zu Durchmesser und Albedo für zahlreiche Asteroiden abgeleitet, darunter auch (374) Burgundia, für die damals Werte von 44,7 km bzw. 0,30 erhalten wurden. Mit dem Satelliten Midcourse Space Experiment (MSX) wurden 1996 bis 1997 im Rahmen der Infrared Minor Planet Survey (MIMPS) Daten gewonnen, aus denen Werte für den mittleren Durchmesser und die Albedo von 45,4 km bzw. 0,30 bestimmt wurden. Eine Auswertung von Beobachtungen durch das Projekt NEOWISE im nahen Infrarot führte 2012 zu vorläufigen Werten für den Durchmesser und die Albedo im sichtbaren Bereich von 47,6 km bzw. 0,27.
Photometrische Messungen des Asteroiden fanden erstmals statt vom 8. bis 14. August 1999 während fünf Nächten am Paul Feder Observatory der Minnesota State University Moorhead in Minnesota. Aus der aufgezeichneten Lichtkurve wurde auf eine Rotationsperiode von 6,972 h geschlossen. Weitere Beobachtungen erfolgten vom 15. September bis 8. Oktober 2018 an drei verschiedenen Observatorien der Italian Amateur Astronomers Union (UAI), dabei wurde ein Wert für die Rotationsperiode von 6,9637 h bestimmt.
Aus archivierten Daten des Asteroid Terrestrial-impact Last Alert System (ATLAS) aus dem Zeitraum 2015 bis 2018 wurde in einer Untersuchung von 2020 mit der Methode der konvexen Inversion erstmals ein dreidimensionales Gestaltmodell des Asteroiden für zwei alternative Rotationsachsen mit prograder Rotation mit einer Periode von 6,96394 h berechnet.
Um mehr Daten zur Berechnung eines Gestaltmodells zu liefern, gab es noch einmal eine koordinierte Beobachtung vom 22. Februar bis 14. März 2021 während fünf Nächten an drei Observatorien der Italian Amateur Astronomers Union (UAI), die zur Bestimmung einer Rotationsperiode von 6,966 h führte. Aus archivierten Lichtkurven von Beobachtungen aus dem Zeitraum 2000 bis 2021 und zusätzlichen Daten des United States Naval Observatory (USNO) in Arizona konnte dann in einer Untersuchung von 2021 erneut ein dreidimensionales Gestaltmodell für zwei alternative Rotationsachsen mit prograder Rotation und einer Periode von 6,96397 h berechnet werden.
Zwischen 2012 und 2018 wurden mit der All-Sky Automated Survey for Supernovae (ASAS-SN) auch photometrische Daten von 20.000 Asteroiden aufgezeichnet. Auf mehr als 5000 davon konnte erfolgreich die Methode der konvexen Inversion angewendet werden, darunter auch (374) Burgundia, für die in einer Untersuchung von 2021 ein verbessertes dreidimensionales Gestaltmodell für eine Rotationsachse mit prograder Rotation und einer Periode von 6,96401 h berechnet wurde. Aus archivierten Daten des Asteroid Terrestrial-impact Last Alert System (ATLAS) aus dem Zeitraum 2015 bis 2018 wurde in einer Untersuchung von 2022 mit der Methode der konvexen Inversion eine Rotationsperiode von 6,96398 h berechnet.